# Natan mędrzec
Natan mędrzec (niem. Nathan der Weise) – pięcioaktowy poemat dramatyczny Gottholda Ephraima Lessinga opublikowany w 1779 roku i wystawiony po raz pierwszy 14 kwietnia 1783 roku w Berlinie. Głównymi tematami utworu są humanitaryzm, tolerancja religijna, krytyka uprzedzeń, ale i hierarchii kościelnej. Humanistyczne przesłanie dramatu streszcza obrazowo słynna przypowieść o pierścieniu z trzeciego aktu. 

## Cechy utworu
Natan mędrzec jest ostatnim utworem dramatycznym Lessinga, w którym podniesione zostają myśli i poglądy autora, którym dawał wyraz w swych w pismach teoretycznych i polemicznych, m.in. Über die Entstehung der geoffenbarten Religion, Über die Wirklichkeit der Dinge außer Gott, przede wszystkim jednak w cyklu polemik Anti-Goeze (1778, pol. Anty-Goeze, tłum. A. Dołęgowski, 1959), a także w ostatniej rozprawie Die Erziehung des Menschengeschlechts (1780, pol. Wychowanie rodzaju ludzkiego, tłum. H. Kahanowa, 1959). Utwór jest ponadto literacką reakcją Lessinga na utratę syna i śmierć żony na przełomie 1777 i 1778 r., co widać zwłaszcza w paralelach między losami Natana i biblijnego Hioba. Przyjmuje się także, że pierwowzorem postaci Natana był żydowski przyjaciel Lessinga Moses Mendelssohn.
Z uwagi na trudną tematykę, filozoficzny charakter tekstu oraz z punktu widzenia dramaturgii mało spektakularną akcję Natan mędrzec stosunkowo rzadko trafia na sceny w krajach niemieckojęzycznych, a jeszcze rzadziej za granicą. Mimo to pozostaje jedną z najczęściej czytanych lektur osiemnastowiecznych, a to przede wszystkim z uwagi na humanistyczny i ponadczasowy przekaz. Fakt ten w połączeniu z bardzo pozytywnym obrazem Żydów był powodem, dla którego ostatni dramat zakazany był w nazistowskich Niemczech, podobnie jak film nakręcony na jego motywach w 1922 r.

## Fabuła
Akcja dramatu rozgrywa się w Jerozolimie podczas trzeciej wyprawy krzyżowej w latach 1189–1192. Natan, znany i powszechnie ceniony za swą mądrość Żyd, wraca z podróży handlowej i dowiaduje się, że jego przybrana córka Recha została uratowana z pożaru przez młodego templariusza, Curda von Stauffen. Ten z kolei mógł dokonać bohaterskiego czynu tylko dlatego, że życie i wolność darował mu muzułmański władca Saladyn, któremu młodzieniec przypominał jego brata Assada. Mimo zbiegu tych niezwykłych okoliczności Natan, zwolennik racjonalizmu, nie uważa tego za cud i przekonuje także Rechę o szkodliwości wiary, jakoby ocalił ją anioł.
Natan odnajduje wybawcę córki i mimo niechęci templariusza przekonuje go, by ten złożył wizytę w jego domu i przyjął podziękowania Rechy. Między młodymi zaczyna się rodzić uczucie.
Główny bohater słynie nie tylko ze swego bystrego umysłu, ale i z bogactwa, w związku z tym zostaje wezwany przez Saladyna, który zamierza zaciągnąć u Natana pożyczkę. Władca chce przy okazji wystawić na próbę mądrość Żyda, zadaje mu więc pytanie pułapkę o to, która z trzech religii monoteistycznych jest prawdziwa. Ten odpowiada mu przypowieścią o pierścieniu, której głównym przesłaniem jest równorzędność wszystkich religii, o ile służą one dobru człowieka i rzeczywiście dobro to same czynią. Pod wrażeniem odpowiedzi, Sułtan zamiast o pieniądze prosi Natana o przyjaźń - ku swemu zaskoczeniu zyskuje i jedno, i drugie.
Templariusz zabiegający o względy Rechy, dowiaduje się tymczasem od zarządczyni Natana, Dai, że prawdziwymi rodzicami dziewczyny byli chrześcijanie, po których śmierci Natan adoptował osierocone dziecko. Do zabiegów młodzieńca Żyd podchodzi z dystansem, templariusz udaje się więc po poradę do patriarchy Jerozolimy, któremu w zawoalowany sposób opowiada historię Rechy. Hierarcha, ukazany w dramacie w zdecydowanie najgorszym świetle, żąda wskazania „owego Żyda”, który dopuścił się  „porwania” chrześcijańskiego dziecka i doprowadzenia do jego apostazji, za co formalnie groziła kara spalenia na stosie. Młodzieniec zachowuje jednak milczenie i nie wskazuje Natana.
W finale dramatu odsłonięte zostają wszystkie zawiłości i rodzinne koligacje pomiędzy głównymi postaciami utworu. Dzięki zapiskom zachowanym przez jednego z braci zakonnych okazuje się, że Recha i templariusz, którego prawdziwe nazwisko brzmi Leu von Filnek, są rodzeństwem, potomstwem brata Saladyna, Assada, który z kolei przeszedł na chrześcijaństwo i jako Wolf von Filnek zginął w bitwie pod Askalonem. Natan zostaje ostatecznie uznany za prawowitego ojca adopcyjnego. Tym samym następuje symboliczne złączenie i pojednanie trzech religii w obrębie jednej i tej samej rodziny.

## Przypowieść o pierścieniu

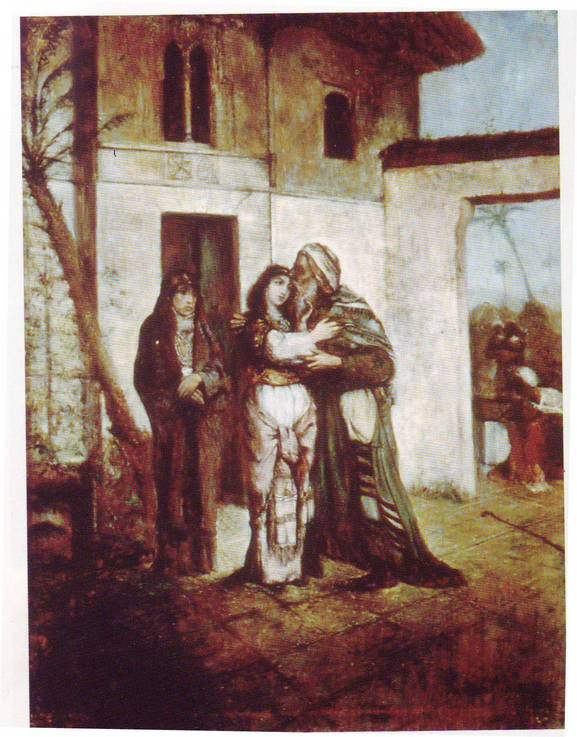
Maurycy Gottlieb: Recha wita swojego ojca

Idea tolerancji zawarta w przypowieści o pierścieniu stała się motywem już w XIV wieku w Dekameronie Boccaccia. Autor opowiada tam historię ojca, który zgodnie z tradycją oddaje pierścień umiłowanemu synowi, by czynił jego posiadacza miłym Bogu i ludziom. W utworze Lessinga można znaleźć zmodyfikowaną wersję tego podania.
Saladyn wzywa do siebie Natana i pyta go, którą z monoteistycznych religii uważa za prawdziwą. Ten szybko rozpoznaje pułapkę zastawioną przez władcę. Jeśli uzna wyższość swej wiary, obrazi w ten sposób majestat sułtana, jeśli natomiast wstawi się za islamem, to może oczekiwać pytania, dlaczego wciąż jest żydem. Unikając więc jasnych stwierdzeń, Natan odpowiada mu przypowieścią: Oto przed wiekami pewien mężczyzna posiadał pierścień, który odziedziczył po ojcu. Każdy, kto go nosił z niezachwianym przekonaniem, był miły Bogu i ludziom. Pierścień był przekazywany z pokolenia na pokolenie, a dostawał go zawsze ten syn, którego ojciec kochał najbardziej. Zdarzyło się, iż w kolejnym pokoleniu ojciec, mający trzech synów, nie chciał faworyzować żadnego z nich. Nakazał więc złotnikowi stworzyć duplikaty klejnotu, a następnie każdemu z nich ofiarował pierścień, zapewniając przy tym o jego autentyczności. Po śmierci ojca wszyscy synowie udali się do sądu, aby rozstrzygnąć, który z pierścieni jest tym prawdziwym. Sędzia nie był w stanie tego stwierdzić, przypomniał sobie jednak o cudownej mocy pierścienia,  zażądał więc od braci wskazania tego, którego spośród siebie miłują najbardziej. Jako że nie potrafili tego uczynić, sędzia uznał za możliwe zaginięcie klejnotu. Nazywając braci „oszukanymi kłamcami” ostatecznie doradził im jednak, by każdy z nich traktował własny pierścień jak autentyczny, wskazując, że ojciec zapewne kochał każdego z nich jednakowo i nie mógł znieść myśli o faworyzowaniu żadnego z nich. Bracia powinni więc zarzucić spory o prawdziwość pierścienia i prymat nad innymi, a zamiast tego stosować się do przesłania wpisanego symbolicznie w klejnot, czyli działać w sposób miły Bogu i ludziom.
Przypowieść o pierścieniu staje się więc wezwaniem do bezinteresownej miłości bliźniego oraz zarzucenia jałowych sporów religijnych. 
Ten fragment dramatu Lessinga uważany jest za jeden z kluczowych tekstów epoki oświeceniowej, wyrażających idee humanizmu i tolerancji.

## Interpretacja
Postać ojca z przypowieści można przyrównać do Boga, podczas gdy trzy pierścienie symbolizują trzy religie monoteistyczne (judaizm, chrześcijaństwo, islam). Wszyscy synowie reprezentują zwolenników poszczególnych religii, a sam Natan jest sędzią, próbującym rozstrzygnąć spór. Wymową przypowieści byłoby wiec stwierdzenie, że Bóg kocha wszystkich ludzi jednakowo, niezależnie od wyznawanej religii, ponieważ każda z nich jest jego dziełem.
Pytanie o autentyczność jednej z religii jawi się więc jako bezzasadne, jeśli żadna z nich nie uszlachetnia człowieka bardziej niż inna, co miałoby miejsce gdyby prawdziwy pierścień (prawdziwa religia) nie zagubił się.
Zgodnie z cechami przypowieści (z 3 aktu) rzeczywistość i fikcja nakładają się na siebie. Historia Natana, którą ten opowiada sułtanowi, jest pośrednią odpowiedzią na jego pytanie i jednocześnie próbą zanegowania jego sensu, ponieważ podług protagonisty (i Lessinga) każdy człowiek musi znaleźć i szanować swoją własną religię, nie podważając przy tym autentyczności innych. Zafascynowany opowieścią Saladyn odsyła Natana, by zastanowić się nad wymową podania. To, że akceptuje on naukę zawartą w przypowieści, jest jednocześnie zachętą dla czytelnika, by podążał podobną ścieżką.
Postać Natana to także literacki pomnik postawiony przyjacielowi Lessinga Mosesowi Mendelssohnowi. 
Skrajnie negatywną postacią dramatu pozostaje katolicki patriarcha Jerozolimy, antysemita, zamknięty w sztywnych schematach prawa kanonicznego, gotów do radykalnych działań wbrew rozsądkowi i dobru bezpośrednio zainteresowanych, za to w interesie własnej instytucji. Przyjmuje się, że pierwowzorem dla tej postaci był luterański teolog i pastor Johann Melchior Goeze, z którym Lessing prowadził w latach 1774-1780 zażarte spory teologiczne.

## Forma
Dramat ma klasyczny układ pięcioaktowy. Z uwagi na konstrukcję fabuły jest to dramat analityczny, a zatem taki, w którym stopniowo odkrywana jest prawda na temat przeszłych wydarzeń. Napisany jest nierymowanym pentametrem jambicznym (niem. Blankvers). Nie był to wprawdzie pierwszy niemiecki utwór wykorzystujący tę miarę, jednak dzięki Lessingowi, wzorującemu się na Szekspirze, zyskała ona szybko na popularności i stała się na kilka dekad podstawowym metrum niemieckiego dramatu, ostatecznie zastępując dominujący wcześniej aleksandryn.

## Recepcja w Polsce[7]
Natan mędrzec choć tłumaczony wielokrotnie, dość rzadko gościł na scenach polskich, a jego właściwa recepcja zaczyna się dopiero niemal w stulecie od daty powstania. Poniżej przegląd przekładów oraz inscenizacji:

### Przekłady
- Jan Kanty Kalikst Chodani (1769-1823): Natan mądry (fragment)
- Stanisław (Egbert) Koźmian (1811–1885), fragmenty
- Zygmunt Komarnicki (1812–1883), fragmenty
- 1867 – Rozalia Saulson (Saulsonowa), zd. Feliks (Felix): Natan. Poemat dramatyczny Lessinga, wyd. Wolfganga Gerharda w Lipsku
- 1877 – Anastazy Kwiryn, właśc. Władysław Sabowski[8] (1837–1888), nakładem S. Lawentala, Warszawa
- 1893 – Zygmunt Bromberg(-Bytkowski) (1866–1923) Złoczów, nakładem W. Zukerkandla, „Biblioteka Powszechna“
- 1963 – Adam Szczerbowski (1894–1956), wstęp i przypisy Olga Dobijanka, Wrocław: Ossolineum 1963
- 2012 – Jacek Stanisław Buras (ur. 1945)

### Inscenizacje
- 1867 – Teatr Narodowy w Warszawie
- 1889 – Teatr hr. Skarbka
- 1905 – Teatr na Pradze, Warszawa
- 1909/1910 – Teatr Thalia, Łódź (w jęz. niem.)
- 1992 – ekranizacja dla Teatru Telewizji, reż. Krzysztof Babicki, wykorzystano przekład Anastazego Kwiryna (Władysława Sabowskiego)
- 2012 – Teatr Narodowy, reż. Natalia Korczakowska, wykorzystano przekład Jacka St. Burasa
- 2018 – Teatr im. Wilama Horzycy w Toruniu, reż. Piotr Kurzawa, wykorzystano przekład Jacka St. Burasa

## Ekranizacja
W 1922 roku Manfred Noa na motywach dramatu Lessinga nakręcił dramat filmowy. Po II wojnie światowej produkcję uważano za zaginioną, aż jej kopia została znaleziona w Moskwie przez pracowników Muzeum Filmowego w Monachium. Po odrestaurowaniu i stworzeniu ilustracji muzycznej, film został on udostępniony publiczności w 2009 roku. Obejmuje on prolog i 6 aktów, trwa zaś 123 minuty.

## Literatura
- Gotthold Ephraim Lessing: Natan Mędrzec. Poemat dramatyczny w pięciu aktach. Przełożył Adam Szczerbowski. Wstępem i przypisami opatrzyła Olga Dobijanka, Wrocław 1963 (Biblioteka narodowa. seria 2, nr 140).
- Olga Dobijanka: Teoria tragedii Lessinga. Kraków: Uniwersytet Jagielloński 1962.
- Olga Dobijanka: Zagadnienie gatunku dramatycznego Natana mędrca Lessinga, w: Sprawozdanie z posiedzeń Komisji Oddziału PAN w Krakowie, styczeń-czerwiec 1962.
- Olga Dobijanka-Witczakowa: Lessing auf polnischen Bühnen, w: Lessing-Konferenz. Halle, 1979, red. Hans-Georg Werner, Halle/Saale 1980, t. 2, 484-197.
- Olga Dobijanka-Witczakowa; Tadeusz Namowicz: Lessing und Probleme der deutschen und der polnischen Aufklärung. Wrocław: Zakład Narodowy imienia Ossolińskich 1983.
- Hans-Ulrich Lindken: Erläuterungen zu Gotthold Ephraim Lessings Nathan der Weise. 5. Auflage. Bange 1987, ISBN 3-8044-0225-9.
- Friedrich Niewöhner: Veritas sive Varietas. Lessings Toleranzparabel und das Buch von den drei Betrügern, Schneider, Heidelberg 1988, ISBN 3-7953-0761-9.
- Hans Ritscher: Gotthold Ephraim Lessing: Nathan der Weise, Diesterweg 1979, ISBN 3-425-06380-4.
- Timotheus Will: Lessings dramatisches Gedicht Nathan der Weise und die Philosophie der Aufklärungszeit, Schöningh 1999. ISBN 3-506-75069-0.
- Knut Nippe: Die missbrauchte Ringparabel, Ichthys. Theologische Orientierung für Studium und Gemeinde, Nr. 43 (2006) 54-57.
- Peter Sloterdijk: Gottes Eifer. Vom Kampf der drei Monotheismen. Verlag der Weltreligionen im Insel Verlag 2007, ISBN 978-3-458-71004-2.
- Paweł Zarychta: „Miłujcie się nawzajem!" Biblia w twórczości Gottholda Ephraima Lessinga, w: Cóż za księga!" Biblia w literaturze niemieckojęzycznej od Oświecenia po współczesność, red. Maria Kłańska, Jadwiga Kita-Huber, Paweł Zarychta, Kraków: Homini 2010, s. 157-180.
- Paweł Zarychta: Die schwierige Präsenz. Zur Rezeption von Lessings „Nathan der Weise” in Polen, w: Dirk Niefanger, Gunnar Och, Birka Siwczyk (red.): Lessing und das Judentum. Lektüren, Dialoge, Kontroversen im 18. und 19. Jahrhundert. Hildesheim/Zürich/New York 2015, s. 375-398.